# St. Bernward (Salzgitter)

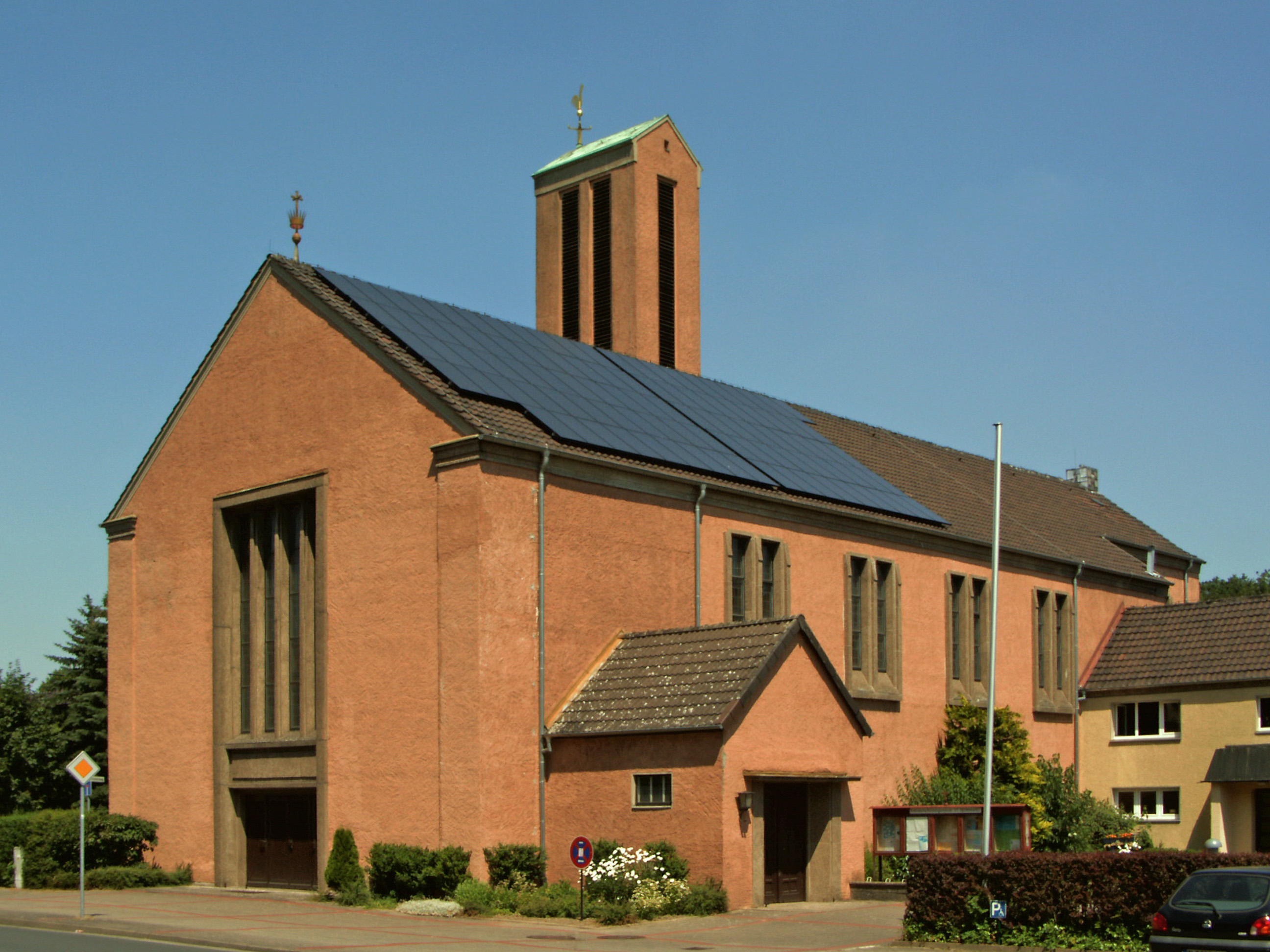
St.-Bernward-Kirche

Die Kirche Sankt Bernward ist die katholische Pfarrkirche in Thiede, einem Stadtteil von Salzgitter in Niedersachsen. Sie ist die nördlichste Kirche im Dekanat Goslar-Salzgitter des Bistums Hildesheim. Die nach dem heiligen Bernward von Hildesheim benannte Kirche befindet sich in der Straße Pappeldamm 72 (Ecke Gerhart-Hauptmann-Straße).

## Geschichte
Die Geschichte der katholischen Kirchengemeinde in Thiede begann 1920, als am 27. März in einem Gasthaus die erste Heilige Messe von einem Priester der Pfarrei St. Petrus in Wolfenbüttel gehalten wurde, zu der Thiede damals gehörte.
1926 erwarb das Bistum Hildesheim das ehemalige Inspektorenhaus des Kaliwerks Thiederhall, und Joseph Müller, Kaplan der Pfarrei St. Petrus, wurde mit der Seelsorge in Thiede beauftragt. Zu diesem Zeitpunkt hatte Thiede etwa 300 katholische Einwohner. Am 27. März 1927 wurde im neuerworbenen Gebäude die St.-Georg-Kapelle benediziert.
Im Februar 1938 begann der Bau der Siedlung Steterburg, als Wohnstätte für Arbeiter der 1937 gegründeten Reichswerke AG für Erzbergbau und Eisenhütten „Hermann Göring“. Am 1. Juli 1938 erfolgte die Errichtung der Kuratie Thiede, und Thiede hatte fortan einen eigenen katholischen Priester. Von Oktober 1939 an bis zum Verbot durch die Geheime Staatspolizei im April 1942 fanden in der Siedlung Steterburg regelmäßige katholische Gottesdienste statt. Zunächst im Saal der Gaststätte Zur Deutschen Eiche, bald auch in einem Klassenzimmer der Schulbaracke am Hagenholz. Der Wunsch nach einer eigenen Holzbaracke für Gottesdienste, für den im Herbst 1939 eine Unterschriftensammlung in der Kirchengemeinde stattfand, blieb unerfüllt.
Ab 1945 fanden wieder katholische Gottesdienste in Steterburg statt, zunächst ab Mai in der Turnhalle, dann ab August in einer dafür eingerichteten Notkapelle auf dem Dachboden der Volksschule. 1946 zogen aus Schlesien vertriebene Redemptoristen in das 1926 erworbene kirchliche Haus ein, das ab diesem Jahr den Namen Joseph-Müller-Haus trug. 
Am 5. April 1953 wurde in der Siedlung Steterburg der Grundstein für die St.-Bernward-Kirche gelegt, und am 8. November des gleichen Jahres erfolgte durch Weihbischof Johannes Bydolek ihre Benediktion. Der ursprünglich vor dem heutigen südlichen Seiteneingang der Kirche geplante Turm wurde aus Kostengründen nicht realisiert. Mit dem Bau der St.-Bernward-Kirche endete auch die Nutzung der Notkapelle in der Volksschule. Am 1. Januar 1954 wurde die Kirchengemeinde (Kuratiegemeinde) St. Bernward gegründet. 1954/55 folgte der Bau des benachbarten Redemptoristenklosters, und 1957 wurde dort ein Exerzitienhaus eingeweiht (Gerhart-Hauptmann-Straße 2–4). 1959 wurde die Kirche um einen Turm mit vier Glocken bereichert. Am 1. Januar 1962 wurde die Kirchengemeinde zur Pfarrei erhoben. 1969/70 wurde die Kirche gemäß den Richtlinien des Zweiten Vatikanischen Konzils umgebaut und am 11. April 1970 durch Bischof Heinrich Maria Janssen konsekriert. 1976 wurde eine neue Orgel errichtet, sie ersetzte das elektronische Vorgängerinstrument. 1982/83 wurde hinter der Kirche ein neues Redemptoristenkloster erbaut (Klosterweg 3), am 5. April 1983 erfolgte die Benediktion seiner Hauskapelle.
Am 1. September 1994 wurde mit Heilig Geist in Hallendorf eine Seelsorgeeinheit gegründet, die am 1. November 2006 zu einer Kirchengemeinde fusionierte. 1999 wurde der Kindergarten St. Bernward erbaut (Pappeldamm 111). 2001 wurde das Exerzitienhaus geschlossen, später verkauft.
Am 9. Oktober 2004 wurde die Kapelle St. Georg profaniert und anschließend zu einer Wohnung umgebaut. Seit dem 1. Juli 2007 gehört die Kirche zum damals neu errichteten Dekanat Goslar–Salzgitter, zuvor gehörte sie zum 1952 gegründeten Dekanat Salzgitter. 2009 wurden Sonnenkollektoren auf dem Dach der Kirche angebracht.

## Architektur und Ausstattung

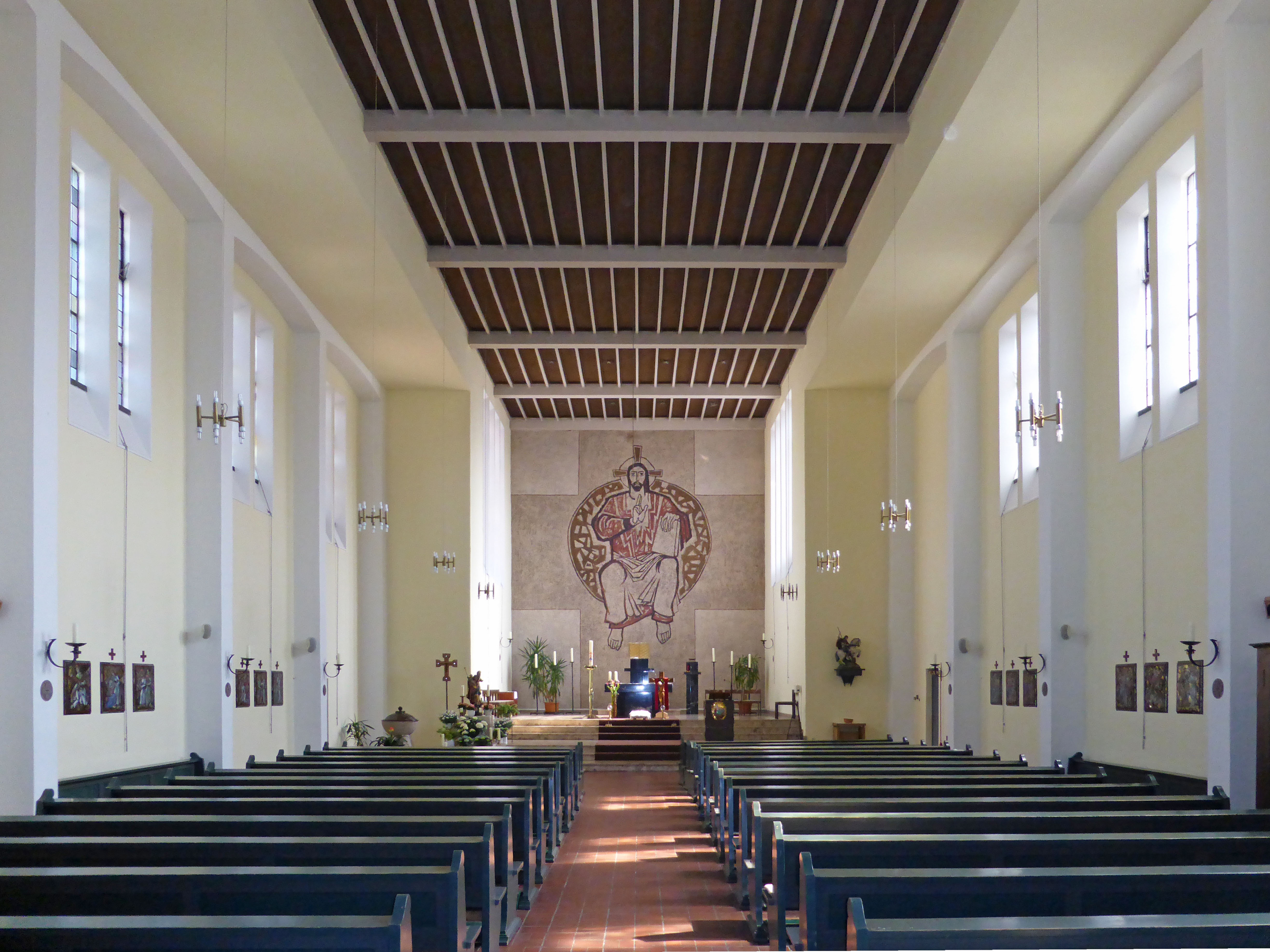
Innenraum

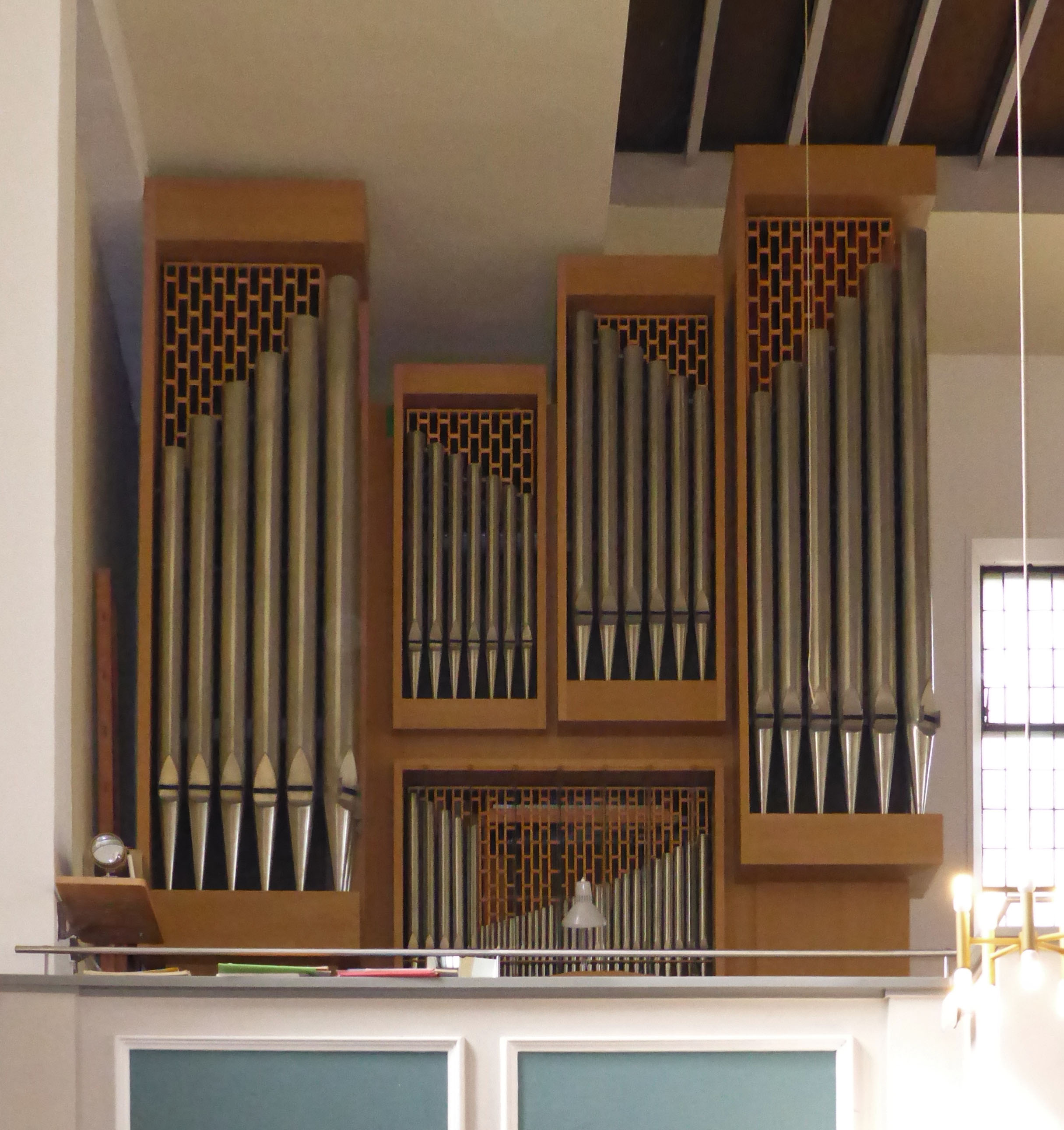
Orgel

Die Kirche wurde nach Plänen von Josef Fehlig erbaut. Ihre vier Stahlglocken wurden vom Bochumer Verein hergestellt und am 13. Dezember 1959 geweiht. Eine Darstellung des heiligen Bernward befindet sich an der nördlichen Außenseite der Kirche.
Der Innenraum bietet 272 Besuchern Sitzplätze. Die Darstellung an der Rückwand des Altarraums zeigt Jesus Christus. Links und rechts vom Altarraum haben das Taufbecken sowie eine Statue des heiligen Georg, die aus der profanierten St.-Georg-Kapelle in Thiede stammt, ihren Platz. Ein Beichtstuhl befindet sich an der Südwand der Kirche. An den Seitenwänden hängen auch 14 Kreuzwegbilder. In der Marienkapelle an der Nordseite der Kirche können Opferkerzen aufgestellt werden. Die von den Gebrüdern Stockmann erbaute Orgel wurde im September 1976 geweiht. Das Instrument hat zwei Manualwerke und Pedal.